# Fedja Damjanow
Fedja Stefanow Damjanow (bulgarisch Федя Стефанов Дамянов; * 14. August 1950 in Widin) ist ein ehemaliger bulgarischer Kanute.

## Erfolge
Fedja Damjanow nahm bei den Olympischen Spielen 1972 in München mit Iwan Burtschin im Zweier-Canadier auf der 1000-Meter-Strecke teil. Sie erreichten nach dritten Plätzen in den Vor- und Halbfinalläufe den Endlauf, den sie ebenfalls auf dem dritten Platz abschlossen. Dabei überquerten sie nach 3:58,10 Minuten hinter dem sowjetischen Duo Vladislovas Česiūnas und Juri Lobanow sowie den Rumänen Serghei Covaliov und Ivan Patzaichin die Ziellinie.
Bereits 1971 gewann Damjanow in Belgrad mit Wiktor Bojtschew im Zweier-Canadier sowohl über 500 Meter als auch über 1000 Meter die Bronzemedaille. Sein Bruder Alexandar Damjanow trat 1968 bei den olympischen Kanuwettbewerben an.